# March of Progress
March of Progress è il nono album in studio (il sedicesimo in totale) del gruppo musicale progressive metal inglese Threshold, pubblicato nel 2012.

## Tracce
1. Ashes – 6:51
2. Return Of The Thought Police – 6:09
3. Staring At The Sun – 4:25
4. Liberty, Complacency, Dependency – 7:48
5. Colophon – 6:00
6. The Hours – 8:15
7. That's Why We Came – 5:40
8. Don't Look Down – 8:12
9. Coda – 5:24
10. The Rubicon – 10:25
11. Divinity (Bonus Track) – 6:27

## Formazione
- Damian Wilson - voce
- Karl Groom - chitarra, cori
- Richard West - tastiere
- Johanne James - batteria
- Steve Anderson - basso
- Pete Morten - chitarra